# Callinapaea
Callinapaea Sturtevant & Wheeler, 1954, è un piccolo genere di insetti della famiglia degli Ephydridae (Diptera: Schizophora) comprendente due sole specie endemiche del Nordamerica di ampia distribuzione nel continente. 

## Descrizione
Affine ad alcune specie del genere Parydra e ai generi Eutaniotum e Rhinonapaea, Callinapaea si distingue per i seguenti caratteri:
- da Parydra si distingue per la posizione basale della vena radio-mediale, posizionata alla stessa altezza della terminazione del primo ramo della radio (R1) sulla costa e per l'assenza di tubercoli nell'inserzione delle setole scutellari;
- da Eutaniotum per la presenza di una setola fronto-orbitale moderatamente robusta, lunga almeno metà della verticale interna (in Eutaniotum è marcatamente più breve);
- da Rhinonapaea per avere una sola fronto-orbitale robusta (in Rhinonapaea si hanno due setole robuste, lunghe quanto la verticale interna).

Altri caratteri morfologici, che ne permettono la distinzione da altri efidridi, sono generici e presenti in molti altri generi. Fra questi si citano la faccia glabra ma provvista di setole facciali allineate lateralmente lungo i margini, la presenza di setole dorsocentrali presuturali, l'assenza di setole acrosticali prescutellari e l'estensione della costa fino alla terminazione della media.

## Tassonomia
Storicamente incluso nella sottofamiglia delle Parydrinae, Callinapaea è stato successivamente spostato nelle Ephydrinae a seguito della collocazione dei Parydrini in questa sottofamiglia.
Il genere comprende due sole specie:
- Callinapaea aldrichi (Sturtevant & Wheeler, 1954)
- Callinapaea laurentiana (Wirth, 1965)